# 101 vrouwen en de oorlog
101 vrouwen en de oorlog is een naslagwerk met 101 biografieën van vrouwen die in de context van de Nederlandse geschiedenis een rol gespeeld hebben in de Tweede Wereldoorlog. Het boek is samengesteld door Els Kloek en vormgegeven door Irma Boom, als vervolg op het eerdere naslagwerk 1001 vrouwen uit de Nederlandse geschiedenis. Het boek werd uitgegeven in 2016 in beperkte oplage door Uitgeverij Vantilt, naar aanleiding van het afscheid van Marjan Schwegman, hoogleraar en toenmalig directeur van het NIOD.
In het boek worden vrouwen met diverse gezindten en achtergronden belicht: van verzetsvrouwen tot NSB-leden, van kampbewaaksters tot troostmeisjes. 

## Biografieën
Het boek bevat een biografie van de volgende personen. Hun biografie is ook gratis online beschikbaar bij het Digitaal Vrouwenlexicon van Nederland.
1. Suze Arts
2. Clara Asscher-Pinkhof
3. Annie van Ommeren-Averink
4. Costavina Aya Ayal
5. Nina Baumgarten
6. Frieda Belinfante
7. Else Berg
8. Charlotte van Beuningen-Fentener van Vlissingen
9. Stien van Bilderbeek
10. Rosa Boekdrukker
11. Corinne Marie Louise van Boetzelaer
12. Mies Boissevain-van Lennep
13. Hilda Bongertman
14. Corrie ten Boom
15. Els Boon
16. Cornelia Bosch
17. Elisabeth Brugsma
18. Jetty Cantor
19. Helen Colijn
20. Violette Cornelius
21. Helga Deen
22. Ans van Dijk
23. Esmée van Eeghen
24. Annetje Fels-Kupferschmidt
25. Margaretha Ferguson
26. Anne Frank
27. Jos Gemmeke
28. Miep Gies
29. Titia en Dora Gorter
30. Annick van Hardeveld
31. Derkje Hazewinkel-Suringa
32. Etty Hillesum
33. Nel Hissink
34. Dien Hoetink
35. Thea Hoogensteijn
36. Kate ter Horst
37. Rose Jakobs
38. Elisabeth Keers-Laseur
39. Elisabeth Keesing
40. Anda Kerkhoven
41. Tine van Klooster
42. Lien Kuijper
43. Fietje Kwaak
44. Renata Laqueur
45. Hester van Lennep
46. Trui van Lier
47. Truus van Lier
48. Rie Lips-Odinot
49. Lau Mazirel
50. Judica Mendels
51. Selma Meyer
52. Gesina van der Molen
53. Louise van de Montel
54. Tiny Mulder
55. Julia op ten Noort
56. Miep Oranje
57. Loes van Overeem
58. Jetty Paerl
59. Ru Paré
60. Henriëtte Pimentel
61. Ellen van der Ploeg
62. Reina Prinsen Geerligs
63. Coba Pulskens
64. Mink van Rijsdijk (Miep Quelle)
65. Jannie Raak
66. Ada van Randwijk
67. Helena Kuipers-Rietberg
68. Florrie Rost van Tonningen-Heubel (Weduwe Rost van Tonningen)
69. Sophie Elisabeth Saueressig (Fee Saueressig)
70. Hannie Schaft
71. Atie Siegenbeek van Heukelom
72. Edith Stein
73. Settela Steinbach
74. Julie van der Steur
75. Tina Strobos
76. Siet Gravendaal-Tammens (Sietje Tammens)
77. Marie Anne Tellegen
78. Trix Terwindt
79. Gertrud Franziska Cohn
80. Eelkje Timmenga-Hiemstra
81. Jacoba van Tongeren
82. Betty Trompetter
83. Bep Turksma
84. Adriana Valkenburg
85. Dora van Velden
86. Annie van Velzen
87. Theodora Versteegh
88. Atie Visser
89. Cornelia Johanna van den Berg-van der Vlis (Cor van der Vlis)
90. Hanna van de Voort
91. Bep Voskuijl
92. Hetty Voûte
93. Gisèle van Waterschoot
94. Gabrielle Weidner
95. Tineke Wibaut
96. Truus Wijsmuller-Meijer
97. Kitty en Joke de Wijze
98. Koningin Wilhelmina
99. Lydia Winkel
100. Francien de Zeeuw
101. Klaartje de Zwarte-Walvisch